# Estação Ecológica de Pirapitinga
A Estação Ecológica de Pirapitinga (ESEC de Pirapitinga) é uma ilha artificial e unidade de conservação de proteção integral localizada dentro do bioma Cerrado no reservatório da Usina Hidrelétrica de Três Marias. É administrada pelo Instituto Chico Mendes de Conservação da Biodiversidade (ICMBio), sendo proibido a visitação pública, exceto para fins educacionais, e as visitas para fins de pesquisa científica devem ser previamente autorizadas.

## Origem do nome
O nome da estação ecológica foi proposto por Paulo Nogueira Neto, originalmente foram propostos dois nomes derivados da língua tupi, parapitinga, que significa rio sujo e pirapitinga, que significa peixe pintado.

## Acesso
O acesso é feito pelo município de Três Marias, por via aquática e terrestre, este segundo método somente disponível quando o volume do reservatório fica abaixo de 560 m durante a seca, época na qual a estação ecológica se torna uma peninsula.

## Fauna protegida
Segundo o ICMBio, as seguintes espécies se encontram protegidas dentro da estação ecológica:
- Lobo-guará (Chrysocyon brachyurus)
- Jaguatirica (Leopardus pardalis)
- Onça-pintada (Panthera onca)
- Onça-parda (Puma concolor)
- Quati (Nasua nasua)
- Raposinha-do-campo (Lycalopex vetulus)
- Tatu-canastra (Priodontes maximus)
- Tamanduá-bandeira (Myrmecophaga tridactyla)
- Tamanduá-mirim (Tamandua tetradactyla)
- Paca (Cuniculus paca)
- Cutia (Dasyprocta azarae)
- Veado-catingueiro (Mazama gouazoubira)
- Cateto (Pecari tajacu)
- Lontra (Lontra longicaudis)
- Jacaré-de-papo-amarelo (Caiman latirostris)
- Morcegos (Xeronycteris vieirai; Carollia perspicillata; Phyllostomus discolor)
- Ema (Rhea americana)
- Cabeça-seca (Mycteria americana)
- Colhereiro (Platalea ajaja)
- Arara-canindé (Ara ararauna)
- Campainha-azul (Porphyrospiza caerulescens)
- Cigarra-do-campo (Neothraupis fasciata)
- Tapaculo-de-colarinho (Melanopareia torquata)
- Gralha-do-campo (Cyanocorax cristatellus)
- Batuqueiro (Saltatricula atricollis)
- Rã (Ameerega flavopicta)